# Getatach
Getatach – wieś w Armenii, w prowincji Sjunik. W 2011 roku liczyła 182 mieszkańców.